# سیارک ۱۰۸۰۸
سیارک ۱۰۸۰۸ (به انگلیسی: 10808 Digerrojr، نامگذاری:1993FT5) ده هزار و هشتصد و هشتمین سیارک کشف شده‌است که در ۱۷ مارس ۱۹۹۳ کشف شد.
قدر مطلق سیارک برابر ۱۳٫۰۰ است.